# Kömürler, Nurdağı
Kömürler là một xã thuộc huyện Nurdağı, tỉnh Gaziantep, Thổ Nhĩ Kỳ. Dân số thời điểm năm 2011 là 476 người.